# 諾斯維爾 (密歇根州)
諾斯維爾（英語：Northville）是一個位於美國密歇根州奧克蘭縣及韋恩縣的城市。

## 人口
根據2020年美國人口普查的數據，諾斯維爾的面積為5.32平方千米，當中陸地面積為5.28平方千米，而水域面積為0.04平方千米。當地共有人口6119人，而人口密度為每平方千米1,150人。